# Leucochrysa grisoli
Leucochrysa grisoli är en insektsart som först beskrevs av Navás 1912.  Leucochrysa grisoli ingår i släktet Leucochrysa och familjen guldögonsländor. Inga underarter finns listade i Catalogue of Life.